# Elodea nuttallii
Elodea nuttallii — вид трав'янистих рослин з родини водокрасових (Hydrocharitaceae), поширений у південній Канаді та США. В Європейському Союзі включено до офіційного переліку чужорідних інвазійних видів.

## Опис
Затоплені пагони довжиною від 30 до 100 см. Дрібні, темно-зелені листки розміщені на стеблах переважно в трійці. Вони довжиною від одного до трьох сантиметрів, часто жорсткі, від вузько трикутних до ± лінійних, зігнуті назад. Довжина листка у 3,5–10 разів більша від ширини, яка від одного до трьох міліметрів. Порівняно з водяною чумою канадською, вид має більш звивисто-нерівне і більш вузьке листя. Тим не менш, елодея канадська може мати дещо зігнуте назад листя, що робить розпізнання важким. Невиразні, 3–5 мм, дрібні, біло-світло-пурпурові квітки, що сидять на довгих білуватих стеблах, які виступають над поверхнею води або є на поверхні. Elodea nuttallii є дводомною, але європейські рослини майже тільки з жіночими квітками. Отже, розповсюдження відбувається чисто вегетативно. Вид виробляє зимові туріони.

## Поширення
Поширений у південній Канаді та США; натуралізований у Європі, Японії, Філіппінах; в Україні не зростає.
Населяє неглибокі, тихі або повільні, від слабокислих до основних води озер, ставків і річок.

## Галерея

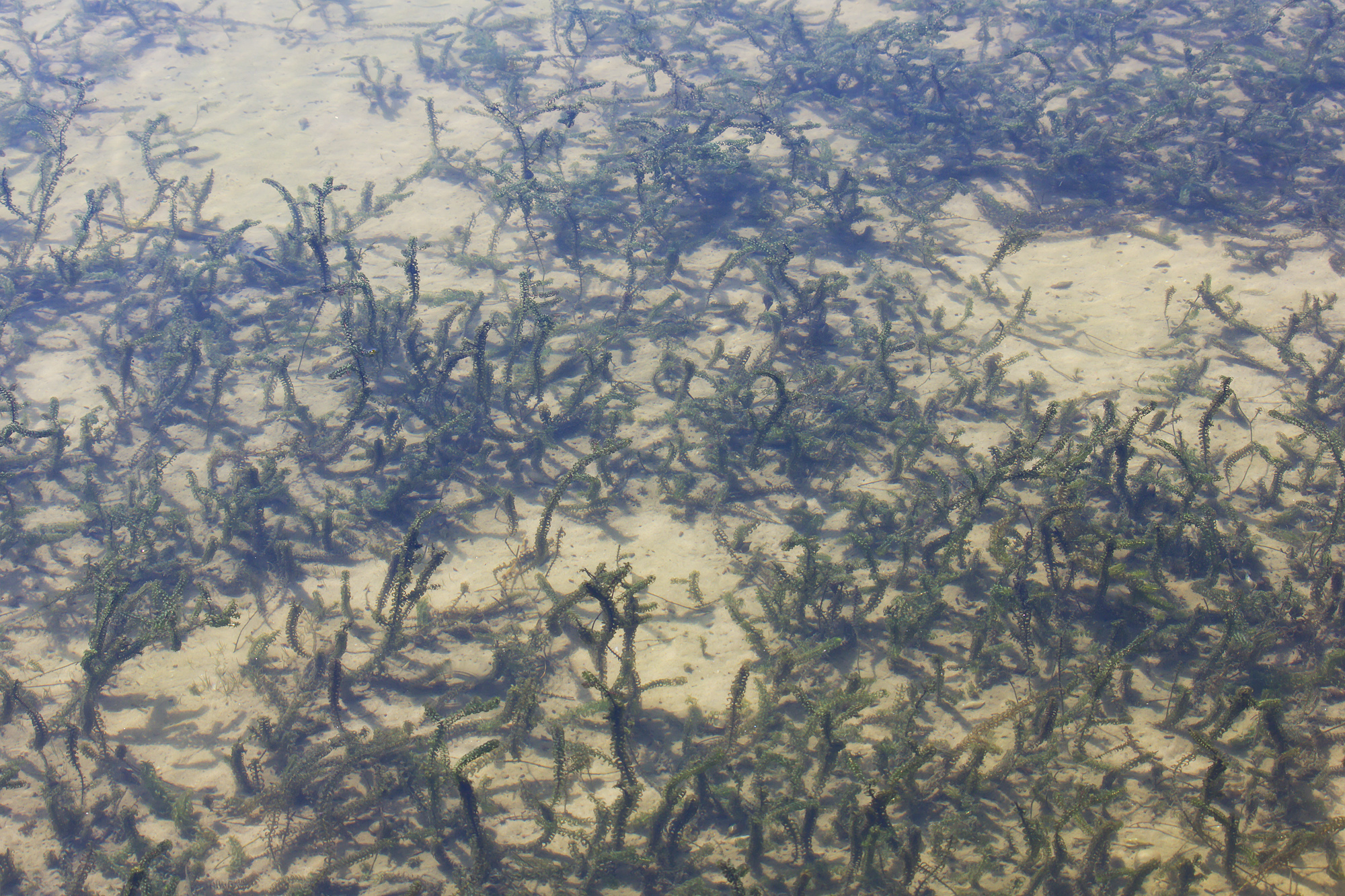
рослина в середовищі проживання
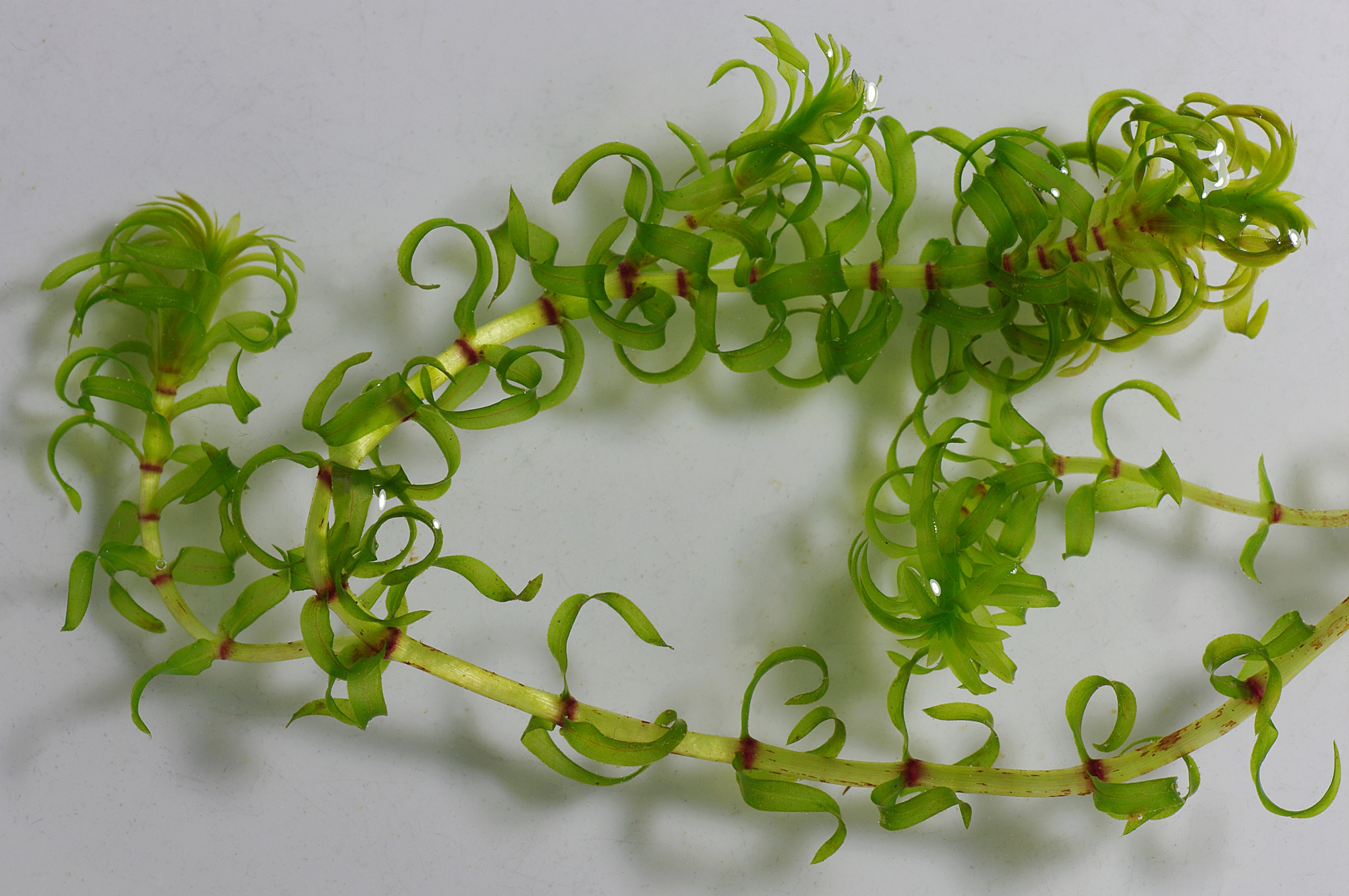
рослина
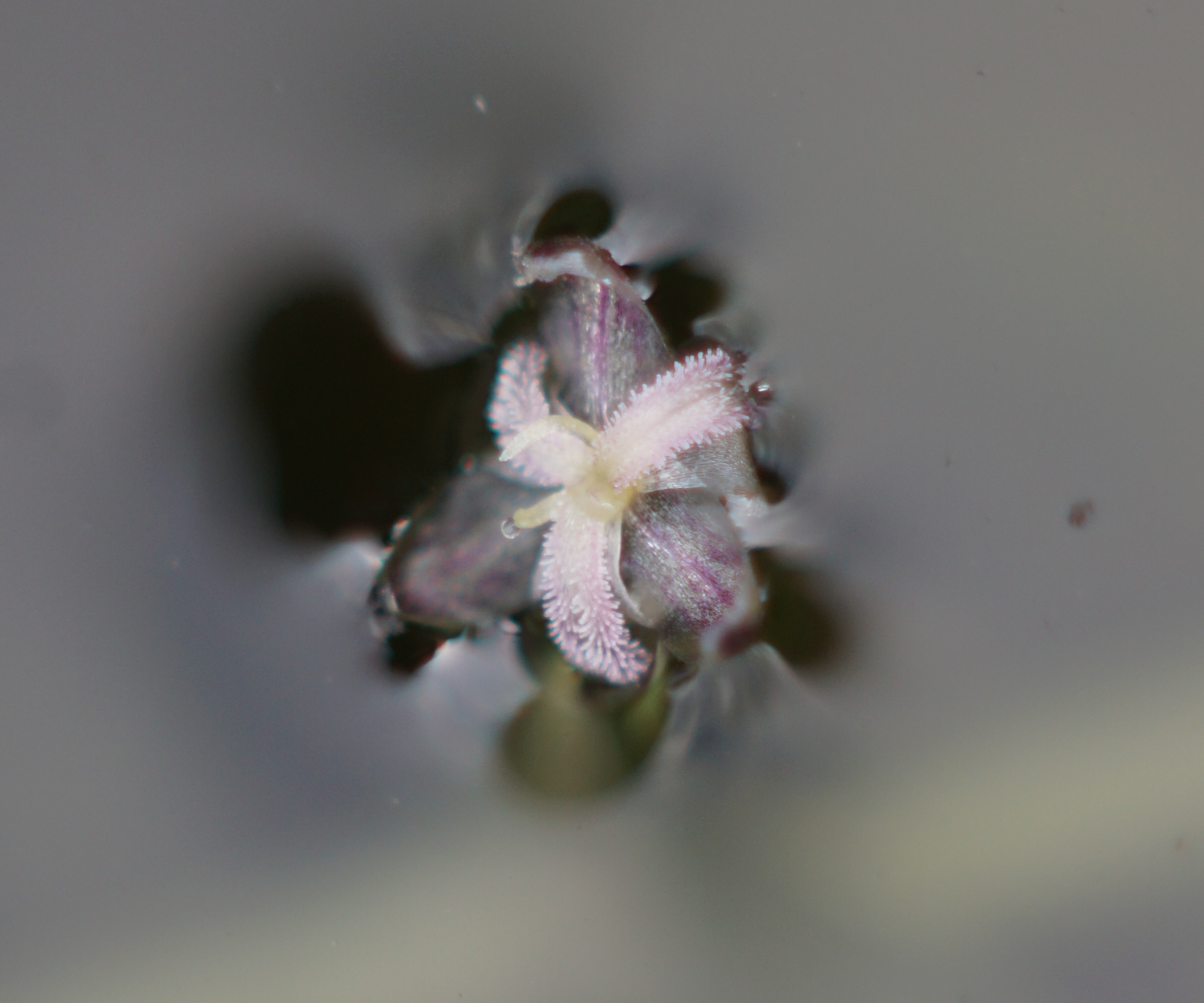
жіноча квітка
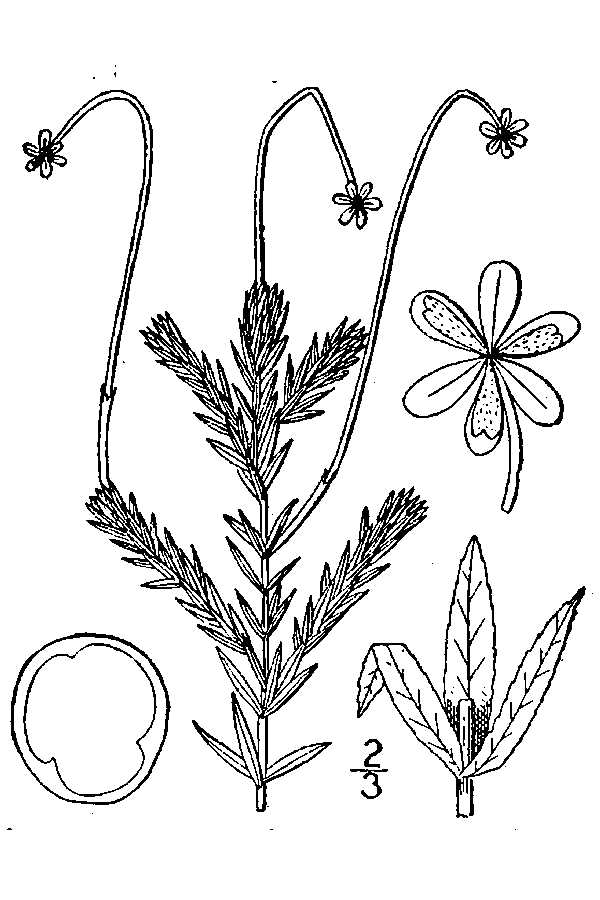
ілюстрація